# 伯利 (愛達荷州)
伯利（英語：Burley）是一個位於美國愛達荷州喀細亞縣和米尼多卡縣的城市。根據2010年美國人口普查，該地人口為10345人，而該地的面積約為16.68平方千米。同時該地也是喀細亞縣的縣治。

## 地理
伯利的座標為42°32′10″N 113°47′34″W / 42.53611°N 113.79278°W，而該地的平均海拔高度為1269米（即4163英尺）。